# История почты и почтовых марок Бермудских Островов
История почты и почтовых марок Бермудских островов охватывает развитие почтовой связи Бермудских Островов, заморской территории Великобритании, расположенной на группе коралловых островов в северо-западной части Атлантического океана со столицей в Гамильтоне (на острове Бермуда).

## Развитие почты
Архипелаг был необитаем до того, как англичане основали там поселение в 1612 году. Из-за своего отдалённого местоположения почтовая связь этой колонии изначально зависела от пакетботов, которые в разное время доставляли почту через Сент-Томас, Нью-Йорк или Галифакс. С 1818 года внешними почтовыми отправлениями заведовал пакетботный агент, при этом резиновые штемпели пакетоботов известны с 1820 года.
Газета англ. «Bermuda Gazette» («Бермудский вестник») осуществляла доставку внутренних почтовых отправлений с 1784 года, в дальнейшем они перешли в ведение местных органов власти. В 1859 году как за внутреннюю, так и за внешнюю почтовую связь стала отвечать колония, а главный почтмейстер работал в Сент-Джордже.

## Выпуски почтовых марок

### Почтмейстерские выпуски
Первые почтовые марки Бермудских островов были изготовлены на месте и выпущены в 1848 году гамильтонским почтмейстером Уильямом Перотом (William B. Perot) и представляли собой оттиск круглого штампа со словами «HAMILTON BERMUDA» («Гамильтон. Бермуда») в круге, а в центре был указан год выпуска (менялся ежегодно до 1856 года) и помещена подпись почтмейстера. Эти марки были в обращении только на Бермудах. Известные как «провизории Перота», эти марки относятся к значительным раритетам филателии.
Рисунок «корона-в-круге», который был использован для выпуска марок в Сент-Джордже в 1860 году (также редкие марки), приписывается почтмейстеру Джеймсу Х. Тиесу (James H. Thies).

### Первые марки
Выпуск официальных стандартных почтовых марок для островов начался в 1865 году с серии из трёх марок (номиналом в 1 пенни, 6 пенсов, 1 шиллинг) разных рисунков на основе профиля королевы Виктории. Они были дополнены в 1866 году и в 1873 году выпуском марок номиналом в 2 и 3 пенса.

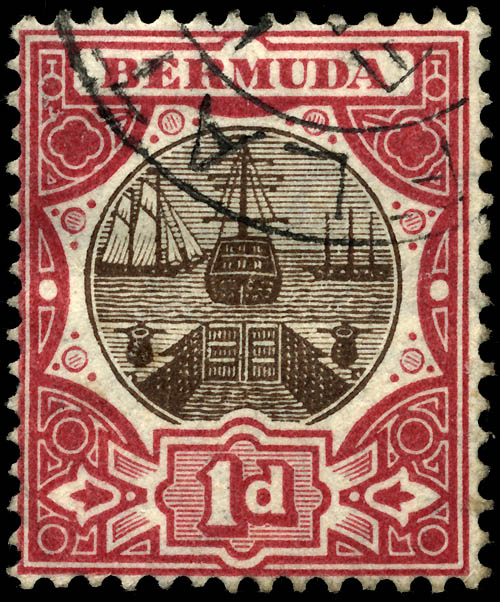
Марка с изображением сухого дока (1906)

В 1902 году Эдуард VII не удостоился чести быть изображённым на новых марках: вместо него на почтовых марках был изображён бермудский сухой док, и эти марки оставались в обращении в течение всего его правления. Это были первые марки Британской империи, на которых не была изображена голова монарха.
Столь необычная практика продолжилась, хотя и частично, при Георге V, когда на почтовых марках низких номиналов 1910 года была изображена печать колонии (каравелла), в то время как на более высоких номиналах (2 шиллинга и выше) были представлены крупноформатные рисунки с изображением профиля короля.
Надписи на почтовых марках Бермудских островов: «Bermuda» («Бермуда»), «Postage» («Почтовый сбор»), «Postage & Revenue» («Почтовый и гербовый сбор»).

### Памятные марки
Первыми памятными марками Бермудских островов стал выпуск 1921 года, посвящённый 300-летию представительных учреждений. Рисунок марок состоял из печати с изображением каравеллы и портрета Георга V, с надписями «BERMUDA COMMEMORATION STAMP» («Коммеморативная марка Бермудских островов») вверху и «TERCENTENARY OF ESTABLISHMENT OF REPRESENTATIVE INSTITUTIONS» («Трёхсотлетие создания представительных учреждений») внизу.
Второй выпуск, состоявшийся в 1921 году, отмечал то же событие, имея совершенно другой дизайн, с изображением Георга V в центре и разных символов по углам.

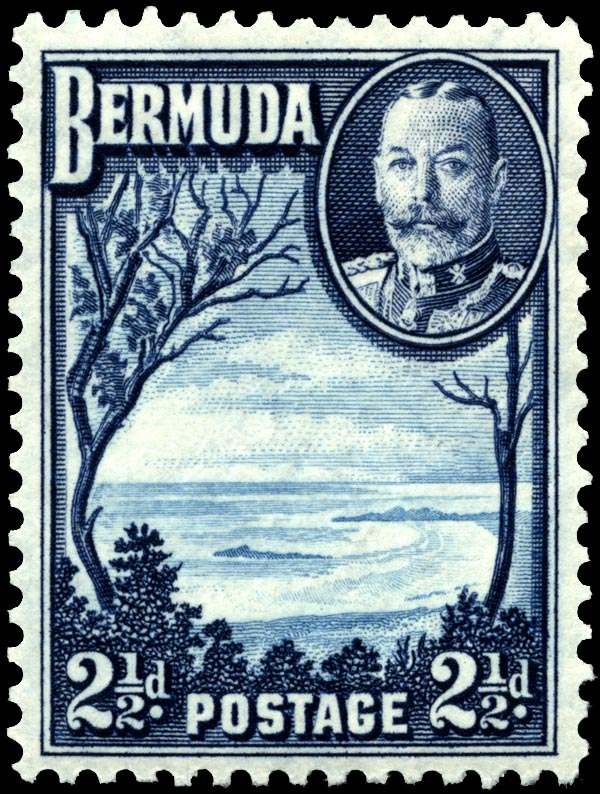
Марка номиналом в 2½ пенса с изображением залива Грейп (1936)

Бермудские острова выпустили пейзажную серию почтовых марок в 1936 году, состоящую из девяти марок семи различных рисунков с изображением местных видов. Некоторые из этих рисунков были повторены с добавлением ещё трёх марок в выпуске 1938 года с изображением Георга VI.
Памятным выпуском 1949 года было отмечено 100-летие выпуска провизория Перота.
В 1970 году был выпущен первый почтовый блок Бермуд.

## Другие виды почтовых марок

### Военно-налоговые
В 1918 году были эмитированы военно-налоговые марки Бермуд. На них имеется надпись «War tax» («Военная надбавка»).

## Каталогизация
Перечни почтовых марок Бермудских Островов включены во все основные каталоги мира, такие, например, как «Скотт». В английских каталогах «Стэнли Гиббонс» бермудские почтовые выпуски входят в «красные» тома для марок Великобритании и Содружества наций:

Каталог «Стэнли Гиббонс» (красный, 2001) для Великобритании и Содружества, на обложке которого в самом низу можно увидеть бермудскую марку 1949 года в честь первой почтовой (почтмейстерской) марки на Бермудах (1848), номиналом в 2½ пенса и с портретом короля Георга VI(Mi #122)

Дополнительно бермудские марочные эмиссии представлены в объединённом («жёлтом») томе каталога «Стэнли Гиббонс», где также перечисляются марки северных карибских территорий и Багам. В 2016 году вышло четвёртое издание этого каталога.